# Olympische Jugend-Winterspiele 2016/Teilnehmer (Schweden)
| Gelbes Symbol für Goldmedaillen mit stilisierten Olympischen Ringen | Graues Symbol für Silbermedaillen mit stilisierten Olympischen Ringen | Braundes Symbol für Bronzemedaillen mit stilisierten Olympischen Ringen |
| ------------------------------------------------------------------- | --------------------------------------------------------------------- | ----------------------------------------------------------------------- |
| 3                                                                   | 2                                                                     | —                                                                       |

Schweden nahm an den Olympischen Jugend-Winterspielen 2016 im norwegischen Lillehammer mit 39 Athleten in zehn Sportarten teil.

## Medaillen
Mit drei gewonnenen Gold- und zwei Silbermedaillen belegte das schwedische Team Platz 9 im Medaillenspiegel.

## Sportarten

### Biathlon
| Athleten                                                | Wettbewerb           | Zeit (Schießfehler) | Rang |
| ------------------------------------------------------- | -------------------- | ------------------- | ---- |
| Jungen                                                  |                      |                     |      |
| Emil Simonsson                                          | 7,5 km Sprint        | 21:32,2 min (5)     | 31   |
| Emil Simonsson                                          | 10 km Verfolgung     | 34:22,0 min (9)     | 33   |
| Henning Sjökvist                                        | 7,5 km Sprint        | 20:55,7 min (2)     | 21   |
| Henning Sjökvist                                        | 10 km Verfolgung     | 32:50,1 min (7)     | 23   |
| Mädchen                                                 |                      |                     |      |
| Moa Olsson                                              | 6 km Sprint          | 19:54,9 min (2)     | 20   |
| Moa Olsson                                              | 7,5 km Verfolgung    | 29:02,2 min (6)     | 24   |
| Sanna Sjödén                                            | 6 km Sprint          | 20:31,0 min (5)     | 25   |
| Sanna Sjödén                                            | 7,5 km Verfolgung    | 27:23,2 min (4)     | 15   |
| Gemischt                                                |                      |                     |      |
| Sanna Sjödén Henning Sjökvist                           | Single Mixed-Staffel | 42:58,7 min (4+15)  | 8    |
| Emil Simonsson Henning Sjökvist Moa Olsson Sanna Sjödén | Mixed-Staffel        | 1:25:37,8 h (5+11)  | 11   |

### Curling
| Athleten                                                     | Wettbewerb | Gruppenrunde | Gruppenrunde | Viertelfinale | Viertelfinale | Halbfinale         | Halbfinale         | Spiel um Platz 3   | Spiel um Platz 3   | Spiel um Platz 3   |
| Athleten                                                     | Wettbewerb | Siege        | Niederlagen  | Gegner        | Ergebnis      | Gegner             | Ergebnis           | Gegner             | Ergebnis           | Rang               |
| ------------------------------------------------------------ | ---------- | ------------ | ------------ | ------------- | ------------- | ------------------ | ------------------ | ------------------ | ------------------ | ------------------ |
| Gemischt                                                     |            |              |              |               |               |                    |                    |                    |                    |                    |
| Johan Nygren Anton Degerfeldt Tova Pettersson Jenny Jonasson | Team       | 5            | 2            | Schweiz       | 2 : 7         | nicht qualifiziert | nicht qualifiziert | nicht qualifiziert | nicht qualifiziert | nicht qualifiziert |

### Eishockey

#### Mädchen
| Schweden | Spielerinnen Anna Amholt, Josefin Bouveng, Fanny Brolin, Jennifer Carlsson, Wilma Carlsson, Julia Gustafsson, Therese Järnkrok, Lina Ljungblom, Sofie Lundin, Ronja Mogren, Maja Nylén Persson, Linnea Sjölund, Madelene Strömgren, Mina Waxin, Madelen Westerlund, Agnes Wilhelmsson, Ethel Wilhelmsson |

Gruppenphase
| Pl. |            | Sp | S | OTS | OTN | N | Tore  | Punkte |
| 1.  | Schweden   | 4  | 2 | 1   | 1   | 0 | 10:03 | 9      |
| 2.  | Tschechien | 4  | 3 | 0   | 0   | 1 | 7:04  | 9      |
| 3.  | Schweiz    | 4  | 2 | 1   | 0   | 1 | 10:06 | 8      |
| 4.  | Slowakei   | 4  | 1 | 0   | 1   | 2 | 06:09 | 4      |
| 5.  | Norwegen   | 4  | 0 | 0   | 0   | 4 | 02:13 | 0      |

 Halbfinale 
| 19. Februar 2016 14:00 Uhr | Schweden | 5:0 (4:0, 0:0, 1:0) | Slowakei | Kristins Hall, Lillehammer |

 Finale 
| 21. Februar 2016 11:00 Uhr | Schweden | 3:1 (1:1, 2:0, 0:0) | Tschechien | Kristins Hall, Lillehammer |

### Eisschnelllauf
| Athleten       | Wettbewerb  | Durchgang 1 | Durchgang 1 | Durchgang 2 | Durchgang 2 | Gesamt      | Gesamt |
| Athleten       | Wettbewerb  | Zeit        | Rang        | Zeit        | Rang        | Zeit        | Rang   |
| -------------- | ----------- | ----------- | ----------- | ----------- | ----------- | ----------- | ------ |
| Mädchen        |             |             |             |             |             |             |        |
| Erika Lindgren | 500 m       | 43,32 s     | 22          | 42,97 s     | 22          | 86,29 s     | 22     |
| Erika Lindgren | 1500 m      |             |             |             |             | 2:14,75 min | 22     |
| Erika Lindgren | Massenstart |             |             |             |             | 5:56,13 min | 10     |

### Freestyle-Skiing

#### Skicross
| Athleten       | Wettbewerb | Qualifikation | Qualifikation | Vorlauf | Vorlauf | Halbfinale | Finale   |
| Athleten       | Wettbewerb | Zeit          | Rang          | Punkte  | Rang    | Position   | Position |
| -------------- | ---------- | ------------- | ------------- | ------- | ------- | ---------- | -------- |
| Jungen         |            |               |               |         |         |            |          |
| David Mobärg   | Skicross   | 42,86 s       | 1             | 19      | 2       | 4          | 5        |
| Mädchen        |            |               |               |         |         |            |          |
| Veronica Edebo | Skicross   | 46,31 s       | 5             | 18      | 1       | 3          | 5        |

#### Slopestyle
| Athleten     | Wettbewerb | Finale       | Finale       | Finale           | Finale |
| Athleten     | Wettbewerb | Durchgang 1  | Durchgang 2  | Bester Durchgang | Rang   |
| ------------ | ---------- | ------------ | ------------ | ---------------- | ------ |
| Mädchen      |            |              |              |                  |        |
| Emil Granbom | Slopestyle | 77,80 Punkte | 17,60 Punkte | 77,80 Punkte     | 8      |

### Rennrodeln
| Athleten      | Wettbewerb | Durchgang 1 | Durchgang 1 | Durchgang 2 | Durchgang 2 | Gesamt       | Gesamt |
| Athleten      | Wettbewerb | Zeit        | Rang        | Zeit        | Rang        | Zeit         | Rang   |
| ------------- | ---------- | ----------- | ----------- | ----------- | ----------- | ------------ | ------ |
| Jungen        |            |             |             |             |             |              |        |
| Svante Kohala | Einsitzer  | 48,999 s    | 15          | 48,677 s    | 11          | 1:37,676 min | 12     |
| Mädchen       |            |             |             |             |             |              |        |
| Tove Kohala   | Einsitzer  | 54,945 s    | 16          | 57,326 s    | 20          | 1:52,271 min | 19     |

### Skeleton
| Athleten               | Durchgang 1 | Durchgang 1 | Durchgang 2 | Durchgang 2 | Gesamt      | Gesamt |
| Athleten               | Zeit        | Rang        | Zeit        | Rang        | Zeit        | Rang   |
| ---------------------- | ----------- | ----------- | ----------- | ----------- | ----------- | ------ |
| Mädchen                |             |             |             |             |             |        |
| Julia Falk             | 56,30 s     | 5           | 56,85 s     | 13          | 1:53,15 min | 6      |
| Joanna Lahovary Olsson | 57,95 s     | 18          | 56,29 s     | 5           | 1:54,24 min | 13     |

### Ski Alpin
| Jungen            |              |             |     |                    |                    |                    |                    |
| Filip Vennerström | Super-G      |             |     |                    |                    | DNF                | DNF                |
| Filip Vennerström | Riesenslalom | 1:19,77 min | 12  | DNF                | DNF                | DNF                | DNF                |
| Filip Vennerström | Slalom       | 49,65 s     | 2   | 49,12 s            | 2                  | 1:38,77 min        | Silber             |
| Filip Vennerström | Kombination  | 1:13,60 min | 21  | 40,32 s            | 1                  | 1:53,92 min        | 4                  |
| Mädchen           |              |             |     |                    |                    |                    |                    |
| Jonna Luthman     | Super-G      |             |     |                    |                    | 1:14,66 min        | 11                 |
| Jonna Luthman     | Riesenslalom | DNF         | DNF | nicht qualifiziert | nicht qualifiziert | nicht qualifiziert | nicht qualifiziert |
| Jonna Luthman     | Slalom       | 57,69 s     | 14  | DNF                | DNF                | DNF                | DNF                |
| Jonna Luthman     | Kombination  | DNF         | DNF | nicht qualifiziert | nicht qualifiziert | nicht qualifiziert | nicht qualifiziert |

| Athleten                        | Wettbewerb     | Achtelfinale       | Viertelfinale      | Halbfinale         | Finale             | Finale             |                    |
| Athleten                        | Wettbewerb     | Ergebnis           | Ergebnis           | Ergebnis           | Ergebnis           | Rang               |                    |
| ------------------------------- | -------------- | ------------------ | ------------------ | ------------------ | ------------------ | ------------------ | ------------------ |
| Gemischt                        |                |                    |                    |                    |                    |                    |                    |
| Filip Vennerström Jonna Luthman | Teamwettbewerb | Deutschland 2 – 2+ | nicht qualifiziert | nicht qualifiziert | nicht qualifiziert | nicht qualifiziert | nicht qualifiziert |

### Skilanglauf
| Athleten         | Wettbewerb       | Qualifikation | Qualifikation | Viertelfinale | Viertelfinale | Halbfinale         | Halbfinale         | Finale             | Finale             |
| Athleten         | Wettbewerb       | Zeit          | Rang          | Zeit          | Rang          | Zeit               | Rang               | Zeit               | Rang               |
| ---------------- | ---------------- | ------------- | ------------- | ------------- | ------------- | ------------------ | ------------------ | ------------------ | ------------------ |
| Jungen           |                  |               |               |               |               |                    |                    |                    |                    |
| Adam Persson     | Cross            | 3:07,93 min   | 6             |               |               | 3:06,88 min        | 2                  | 3:03,95 min        | 4                  |
| Adam Persson     | Sprint klassisch | 2:58,36 min   | 4             | 3:00,51 min   | 1             | 2:55,59 min        | 2                  | 3:16,58 min        | 6                  |
| Adam Persson     | 10 km Freistil   |               |               |               |               |                    |                    | 24:48,3 min        | 7                  |
| Eric Rosjö       | Cross            | 3:16,66 min   | 20            |               |               | 3:24,19 min        | 10                 | nicht qualifiziert | nicht qualifiziert |
| Eric Rosjö       | Sprint klassisch | 3:08,51 min   | 19            | 3:11,75 min   | 4             | nicht qualifiziert | nicht qualifiziert | nicht qualifiziert | nicht qualifiziert |
| Eric Rosjö       | 10 km Freistil   |               |               |               |               |                    |                    | 25:15,0 min        | 9                  |
| Mädchen          |                  |               |               |               |               |                    |                    |                    |                    |
| Johanna Hagström | Cross            | 3:31,35 min   | 2             |               |               | 3:33,90 min        | 1                  | 3:28,09 min        | Silber             |
| Johanna Hagström | Sprint klassisch | 3:24,38 min   | 1             | 3:28,56 min   | 1             | 3:23,59 min        | 1                  | 3:19,55 min        | Gold               |
| Johanna Hagström | 5 km Freistil    |               |               |               |               |                    |                    | 13:39,5 min        | 4                  |
| Moa Lundgren     | Cross            | 3:27,59 min   | 1             |               |               | 3:35,11 min        | 1                  | 3:26,35 min        | Gold               |
| Moa Lundgren     | Sprint klassisch | 3:32,40 min   | 5             | 3:28,68 min   | 2             | 3:28,00 min        | 2                  | 3:25,99 min        | 4                  |
| Moa Lundgren     | 5 km Freistil    |               |               |               |               |                    |                    | 13:51,7 min        | 9                  |